# Хечбек
Хечбек или хетчбек (на английски: hatchback от hatch – люк и back – отзад) е название на автомобил с един или два реда седалки и врата на багажника, която се вдига нагоре, за да се осигури достъпа до него. Хечбекът може да има втори ред сгъваеми седалки, при сгъването на които интериорът може лесно да преконфигурира, като се създава по-голям обем на багажното пространство. Хечбек автомобилите могат да имат дизайн с две или три различни отделения (пространства, обеми). Названието „хечбек“ предполага скъсен задeн край на каросерията в сравнение със седана или комбито.
Ранните примери за хечбек автомобилите датират от 1930 г., като речникът Merriam-Webster датира самото наименование през 1970 г. Хечбек дизайнът на автомобилите се предлага от производители в цял свят от коли в категория „супермини“ до малки семейни коли, както и премиум автомобили и някои спортни автомобили.

## Галерия
- Opel Vectra B CC
- Opel Insignia A OPC Hatchback